# Марк Помпоний (трибун 362 пр.н.е.)
Вижте пояснителната страница за други личности с името Марк Помпоний.
Марк Помпоний (на латински: Marcus Pomponius) e политик на Римската република от 4 век пр.н.е. Произлиза от плебейската фамилия Помпонии.
През 362 пр.н.е. той е народен трибун. Обвинява в жестокост Луций Манлий Капитолин Империоз (диктатор 363 пр.н.е.). Когато неговият син Тит Манлий Империоз Торкват отишъл в дома на Помпоний и го заплашил с нож (pietas patris), Помпоний оттеглил обвинението си.